# Massenkraftabscheider
Ein Massenkraftabscheider oder Massenkraftentstauber ist ein Apparat zur Abscheidung von Partikeln bzw. Stäuben aufgrund von Massenkräften. Massenkraftabscheider sind durch geringe Investitions- und Betriebskosten sowie große Zuverlässigkeit gekennzeichnet und werden bevorzugt zur Grobentstaubung bei der Abgasreinigung eingesetzt.

## Wirkprinzip
Das Wirkprinzip von Massenkraftabscheidern beruht darauf, dass die im Gas suspendierten Partikel der Strömungsbewegung nicht mehr folgen können und an Einbauten oder Wandungen abgeschieden werden. Sie werden unterschieden nach den wirksamen Transportkräften
- Schwerkraft,
- Trägheitskraft und
- Fliehkraft.

Die für die Partikelabscheidung verantwortlichen Massenkräfte wirken quer zur oder gegen die Strömungswiderstandskraft und sind direkt proportional zur Partikelmasse, sodass die jeweiligen Kräfte proportional zur dritten Potenz des Partikeldurchmessers sind.
Massenkraftabscheider werden bevorzugt dazu eingesetzt, Partikel mit einem aerodynamischen Durchmesser von mindestens 2 µm abzuscheiden. Bei Partikeln dieser Größe kann der Einfluss der Diffusion vernachlässigt werden.
Das Prinzip der Massenkraftabscheidung wird häufig auch bei Nassabscheidern eingesetzt, indem durch die Anlagerung der Staubpartikel an Wassertropfen die Gesamtpartikelmasse erhöht wird.

## Ausführungsformen

### Schwerkraftabscheider
Schwerkraftabscheider werden in der Regel als sogenannte Querstrom- oder Gegenstromabscheider ausgeführt. Die staubbeladene Gasströmung erfährt durch den Eintritt in den Apparat eine Verlangsamung und somit eine Erhöhung der Verweilzeit im System. Durch eine Relativbewegung der Partikel quer zur Strömungsrichtung (Querstromabscheider) oder entgegen der Strömungsrichtung (Gegenstromabscheider) werden diese teilweise abgeschieden.

### Fliehkraftabscheider

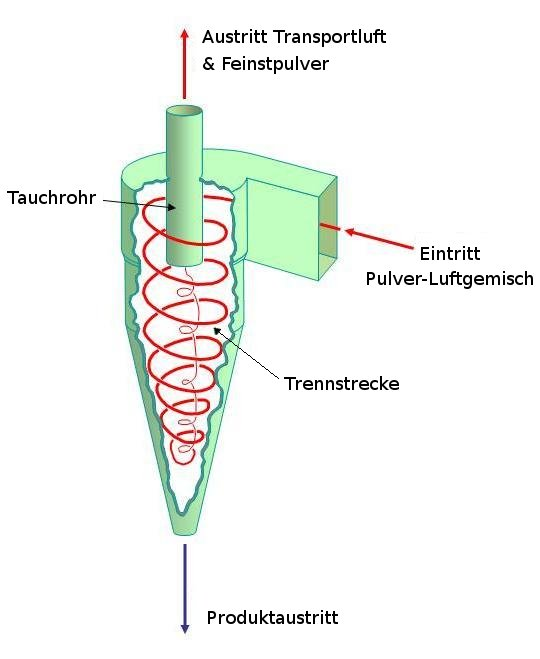
Schematische Darstellung des Funktionsprinzips eines Fliehkraftabscheiders

Beim Zyklon- oder Fliehkraftabscheider wird die Strömung aufgrund ihrer eigenen Geschwindigkeit nach dem Eintritt in den Apparat in eine Rotationsbewegung versetzt. Die im Gas suspendierten Partikel werden in Folge der auf sie wirkenden Zentrifugalkraft teilweise abgeschieden.

### Trägheitsabscheider
In Trägheits- oder Umlenkabscheidern  werden Strömungen derart umgelenkt, dass die im Gas suspendierten Partikel der Strömungsbewegung nicht folgen können und abgeschieden werden. Häufig werden dazu Hindernisse in den Abscheideapparat eingebaut.